# 紫式部文学賞
紫式部文学賞（むらさきしきぶぶんがくしょう）は、京都府宇治市と市の教育委員会が主催する、同市ゆかりの文学者紫式部の名が冠された文学賞である。前年1月1日から12月31日までに発表された、女性作家による日本語の文芸作品・文学研究を対象とする。受賞者には正賞としてブロンズ像、副賞として200万円が授与される。

## 受賞作一覧

### 第1回から第10回
| 回（年）           | 賞   | 受賞者     | 受賞作                           | 刊行                  |
| ------------------ | ---- | ---------- | -------------------------------- | --------------------- |
| 第1回（1991年度）  | 受賞 | 石丸晶子   | 『式子内親王伝――面影びとは法然』 | 1989年12月 朝日新聞社 |
| 第2回（1992年度）  | 受賞 | 江國香織   | 『きらきらひかる』               | 1991年5月 新潮社      |
| 第3回（1993年度）  | 受賞 | 石牟礼道子 | 『十六夜橋』                     | 1992年5月 径書房      |
| 第4回（1994年度）  | 受賞 | 岩阪恵子   | 『淀川にちかい町から』           | 1993年10月 講談社     |
| 第5回（1995年度）  | 受賞 | 吉本ばなな | 『アムリタ』【上下】             | 1994年1月 福武書店    |
| 第6回（1996年度）  | 受賞 | 田中澄江   | 『夫の始末』                     | 1995年10月 講談社     |
| 第7回（1997年度）  | 受賞 | 村田喜代子 | 『蟹女』                         | 1996年6月 文藝春秋    |
| 第8回（1998年度）  | 受賞 | 斎藤史     | 『齋藤史全歌集 1928-1993』       | 1997年5月 大和書房    |
| 第9回（1999年度）  | 受賞 | 川上弘美   | 『神様』                         | 1998年9月 中央公論社  |
| 第10回（2000年度） | 受賞 | 三枝和子   | 『薬子の京』【上下】             | 1999年1月 講談社      |

### 第11回から第20回
| 回（年）           | 賞   | 受賞者     | 受賞作                      | 刊行                |
| ------------------ | ---- | ---------- | --------------------------- | ------------------- |
| 第11回（2001年度） | 受賞 | 富岡多惠子 | 『釋迢空ノート』            | 2000年10月 岩波書店 |
| 第12回（2002年度） | 受賞 | 河野裕子   | 『歌集 歩く』               | 2001年10月 青磁社   |
| 第13回（2003年度） | 受賞 | 大庭みな子 | 『浦安うた日記』            | 2002年12月 作品社   |
| 第14回（2004年度） | 受賞 | 俵万智     | 『愛する源氏物語』          | 2003年7月 文藝春秋  |
| 第15回（2005年度） | 受賞 | 津島佑子   | 『ナラ・レポート』          | 2004年9月 文藝春秋  |
| 第16回（2006年度） | 受賞 | 梨木香歩   | 『沼地のある森を抜けて』    | 2005年8月 新潮社    |
| 第17回（2007年度） | 受賞 | 馬場あき子 | 『歌説話の世界』            | 2006年4月 講談社    |
| 第18回（2008年度） | 受賞 | 伊藤比呂美 | 『とげ抜き 新巣鴨地蔵縁起』 | 2007年6月 講談社    |
| 第19回（2009年度） | 受賞 | 桐野夏生   | 『女神記』                  | 2008年11月 角川書店 |
| 第20回（2010年度） | 受賞 | 川上未映子 | 『ヘヴン』                  | 2009年9月 講談社    |

### 第21回から第30回
| 回（年）           | 賞   | 受賞者     | 受賞作                                                  | 刊行                   |
| ------------------ | ---- | ---------- | ------------------------------------------------------- | ---------------------- |
| 第21回（2011年度） | 受賞 | 多和田葉子 | 『尼僧とキューピッドの弓』                              | 2010年7月 講談社       |
| 第22回（2012年度） | 受賞 | 岩橋邦枝   | 『評伝 野上彌生子――迷路を抜けて森へ』                   | 2011年9月 新潮社       |
| 第23回（2013年度） | 受賞 | 赤坂真理   | 『東京プリズン』                                        | 2012年7月 河出書房新社 |
| 第24回（2014年度） | 受賞 | 森まゆみ   | 『「青鞜」の冒険： 女が集まって雑誌をつくるということ』 | 2013年6月 平凡社       |
| 第25回（2015年度） | 受賞 | 佐藤愛子   | 『晩鐘』                                                | 2014年12月 文藝春秋    |
| 第26回（2016年度） | 受賞 | 平田俊子   | 『詩集 戯れ言の自由』                                   | 2015年10月 思潮社      |
| 第27回（2017年度） | 受賞 | 津村記久子 | 『浮遊霊ブラジル』                                      | 2016年10月 文藝春秋    |
| 第28回（2018年度） | 受賞 | 水原紫苑   | 『歌集 えぴすとれー』                                   | 2017年11月 本阿弥書店  |
| 第29回（2019年度） | 受賞 | 山崎佳代子 | 『パンと野いちご:戦火のセルビア、食物の記憶』           | 2018年5月 勁草書房     |
| 第30回（2020年度） | 受賞 | 中島京子   | 『夢見る帝国図書館』                                    | 2019年5月 文藝春秋     |

### 第31回から
| 回（年）           | 賞   | 受賞者   | 受賞作                                             | 刊行                        |
| ------------------ | ---- | -------- | -------------------------------------------------- | --------------------------- |
| 第31回（2021年度） | 受賞 | 黒田夏子 | 『組曲 わすれこうじ』                              | 2020年5月 新潮社            |
| 第32回（2022年度） | 受賞 | 奈倉有里 | 『夕暮れに夜明けの歌を：文学を探しにロシアに行く』 | 2021年10月 イースト・プレス |
| 第33回（2023年度） | 受賞 | 角野栄子 | 『イコ トラベリング 1948-』                        | 2022年9月 KADOKAWA          |
| 第34回（2024年度） | 受賞 | 皆川博子 | 『風配図：WIND ROSE』                              | 2023年5月 河出書房新社      |

## 選考委員
- 第01回 - 梅原猛、多田道太郎、田辺聖子、瀬戸内寂聴
- 第16回 - 梅原猛、川上弘美、竹田青嗣、多田道太郎、村田喜代子
- 第18回 - 多田が没し、鈴木貞美に代わる。
- 第22回 - 梅原が退任し、猪木武徳に代わる。
- 第23回 - 井波律子、川上弘美、竹田青嗣、鈴木貞美、村田喜代子
- 第34回[9] - 川上弘美、鈴木貞美、竹田青嗣、平田俊子、村田喜代子